# Thelypteris leptocladia
Thelypteris leptocladia är en kärrbräkenväxtart som först beskrevs av Fée, och fick sitt nu gällande namn av George Richardson Proctor. Thelypteris leptocladia ingår i släktet Thelypteris och familjen Thelypteridaceae. Inga underarter finns listade.